# Lepteria
Lepteria is een geslacht van vlinders van de familie Uilen (Noctuidae), uit de onderfamilie Hadeninae.

## Soorten
- L. lorna Schaus, 1904
- L. parallela Dognin, 1914
- L. sacraria Hampson, 1918
- L. villalis Schaus, 1916
- L. viridicosta Schaus, 1912